# Loi du zéro-un de Kolmogorov
Ne doit pas être confondu avec loi du zéro-un de Borel.
En théorie des probabilités, la loi du zéro-un de Kolmogorov est un théorème affirmant que tout événement dont la réalisation dépend d’une suite de variables aléatoires indépendantes mais ne dépend d’aucun sous-ensemble fini de ces variables est soit presque sûrement réalisé, soit presque sûrement non réalisé, c’est-à-dire que sa probabilité est de 0 ou 1.
De tels événements sont appelés événement de queue, et forment un ensemble nommé tribu asymptotique. Le théorème se reformule donc sous la forme suivante :
Théorème — La tribu asymptotique associée à une suite de variables aléatoires indépendantes sous une probabilité P est P-triviale.
Le paradoxe du singe savant, selon lequel un singe tapant au hasard sur une machine à écrire écrira presque sûrement n’importe quel texte donné est un exemple d’application de la loi du zéro-un de Kolmogorov.
La loi de Kolmogorov s'avère souvent très utile pour calculer des probabilités, mais, de façon surprenante, il arrive aussi parfois qu'après avoir réduit (aisément) l'ensemble des valeurs possibles d'une probabilité à {0,1}, à l'aide de la loi de Kolmogorov, il soit ensuite difficile de déterminer laquelle de ces deux valeurs est la bonne.

## Dénomination
À la première publication du théorème, Kolmogorov lui donne le nom « Null- oder Eins-Gesetz », traduit en anglais par « zero-or-one theorem ». On trouve aujourd’hui dans la littérature les appellations « loi zéro-un » ou, très rarement, « loi du zéro ou du un ». Les noms du théorème en anglais et en allemand se sont simplifiés de la même façon.
L’ajout « de Kolmogorov » est fréquemment fait pour distinguer ce théorème de la loi du zéro-un de Borel (présentant les mêmes variations de nommage), les deux lois étant liées et parfois présentées ensemble.

## Historique

### Publication desGrundbegriffe der Wahrscheinlichkeitsrechnung
Si les probabilités constituent un objet d’études des mathématiciens depuis les travaux de Girolamo Cardano, Blaise Pascal et Pierre de Fermat au XVIIe siècle, elles relèvent alors, selon Jean Dieudonné, du « mélange de raisonnements d’allure mathématique et de considérations plus ou moins intuitives » (1977). Au fil des siècles, cette approche élémentaire se révèle fructueuse et est d’ailleurs toujours enseignée dans le secondaire ; mais elle atteint ses premières limites au début du XXe siècle : ainsi, le développement de la physique statistique par Ludwig Boltzmann requiert des résultats mathématiques solides et justifie l’énonciation du sixième problème de Hilbert en 1900. Le développement de la mécanique quantique durant la première moitié du siècle vient encore accroître le rôle des probabilités en physique, et par conséquent le besoin de rigueur mathématique.
En 1933, Kolmogorov publie son traité Grundbegriffe der Wahrscheinlichkeitsrechnung (« Fondements de la théorie des probabilités ») en allemand et apporte une réponse partielle au problème. Il propose une axiomatisation de la théorie des probabilités en se basant sur les travaux réalisés par les Français Émile Borel et Henri Lebesgue trente ans plus tôt : lois de probabilités, variables aléatoires et événements sont redéfinis en termes de mesures, fonctions et tribus. Si le corps de l’ouvrage ne comprend aucune démonstration de résultat qui n’ait déjà été énoncé, l’un des grands succès de cette nouvelle théorie est la première preuve de la loi forte des grands nombres annoncée dans les dernières pages, mais non encore publiée, et objet de recherches depuis Borel. Ce théorème établit en particulier que la probabilité que la suite des moyennes arithmétiques des n premiers éléments d’une suite de variables aléatoires réelles intégrables indépendantes de même loi converge vers un réel fixé prend la valeur 1 si ce réel est l’espérance commune des variables aléatoire, et 0 dans tous les autres cas.
Un autre résultat énoncé concerne la convergence des séries de variables aléatoires : Kolmogorov constate qu’une telle série, dès lors que ses termes sont indépendants, converge avec probabilité 0 ou 1 et propose des conditions suffisantes pour calculer cette probabilité. Enfin, il connaît le résultat, publié par Borel en 1909 et aujourd’hui connu en tant que « loi du zéro-un de Borel » affirmant que la limite supérieure d’une suite d’événements indépendants a probabilité 0 ou 1, et proposant une condition nécessaire et suffisante portant sur la convergence de la série des probabilités de ces événements pour se trouver dans l’un ou l’autre des cas — ce résultat est notamment utilisé pour la démonstration originelle de la loi forte des grands nombres.

### Énoncé originel du résultat
Se basant sur ces constats, Kolmogorov énonce et prouve en annexe à son manuel un résultat général incluant tous les cas précités. Cet énoncé de 1933 est exprimé sous une forme légèrement différente de celle aujourd’hui enseignée. L’énoncé et la démonstration supposent que l’on travaille dans un espace probabilisé (Ω, ℱ, P)
L’on définit pour cela les fonctions de Baire : il s’agit des fonctions obtenues par passages à la limite ponctuelle successifs (récurrence transfinie) à partir des polynômes,.
Théorème — Soit X := (Xn)n∈N une suite de variables aléatoires à valeurs dans R, f une fonction de Baire définie sur RN telle que l’événement {f(X) = 0} ne dépende d’aucune sous-suite finie de la forme (Xi)0⩽i⩽n  pour n ∈ N. Alors {f(X) = 0} a pour probabilité 0 ou 1.
Les hypothèses de ce théorème sont en particulier vérifiées si l’on suppose les variables (Xn)n∈N mutuellement indépendantes, et si f ne dépend pas d’un nombre fini de ses paramètres, c’est-à-dire si f(x) = f(y) dès lors que x et y sont deux suites réelles prenant les mêmes valeurs sauf en un nombre fini d’indices.

## Tribu asymptotique

### Tribu asymptotique d'une suite de tribus
Les événements asymptotiques ou événements queue sont définis comme l’ensemble des éléments contenus dans la tribu asymptotique (ou tribu queue) associée à une suite de tribus.
Pour {\displaystyle {\mathcal {C}}} un ensemble de parties de {\displaystyle \Omega }, on note {\displaystyle \sigma ({\mathcal {C}})} la tribu engendrée par {\displaystyle {\mathcal {C}}}.
Soit {\displaystyle \Omega } un univers, soit {\displaystyle ({\mathcal {F}}_{n})_{n\in \mathbf {N} }} une suite de tribus sur {\displaystyle \Omega } (les éléments des {\displaystyle {\mathcal {F}}_{n}} sont des parties de {\displaystyle \Omega }).
La tribu asymptotique est définie comme :
{\displaystyle {\mathcal {F}}_{\infty }=\bigcap _{n\in \mathbf {N} }\sigma \left(\bigcup _{k\geq n}{\mathcal {F}}_{k}\right)}
De façon plus informelle, il s’agit des événements de {\displaystyle \Omega } dont la réalisation est déterminée par les événements des {\displaystyle {\mathcal {F}}_{n}}, mais pas par un événement d'un {\displaystyle {\mathcal {F}}_{k}} particulier.

### Tribu asymptotique d'une suite de variables aléatoires
Soit {\displaystyle \Omega } un univers. Pour {\displaystyle n\in \mathbf {N} }, soit {\displaystyle (E_{n},{\mathcal {E}}_{n})} un espace mesurable et {\displaystyle X_{n}:\Omega \to E_{n}} une application.
Alors la tribu asymptotique de la suite {\displaystyle (X_{n})_{n\in \mathbf {N} }} est définie comme la tribu asymptotique de {\displaystyle (\sigma (X_{n}))_{n\in \mathbb {N} }} (on note {\displaystyle \sigma (X_{n})=\{X_{n}^{-1}(A),A\in {\mathcal {E}}_{n}\}}  la tribu engendrée par  {\displaystyle X_{n}}).
De façon plus informelle, il s’agit des événements de {\displaystyle \Omega } dont la réalisation est déterminée par les {\displaystyle X_{n}}, mais pas par un {\displaystyle X_{k}} particulier.

## Énoncé moderne
Théorème — Soit {\displaystyle (\Omega ,{\mathcal {F}},\mathbf {P} )} un espace probabilisé, soit {\displaystyle ({\mathcal {F}}_{n})_{n\in \mathbf {N} }} une suite de sous-tribus de {\displaystyle {\mathcal {F}}} indépendantes.
Soit {\displaystyle A} un événement de la tribu asymptotique {\displaystyle {\mathcal {F}}_{\infty }} associée. Alors
{\displaystyle \mathbf {P} (A)\in \{0,1\}}.
Corollaire — Soit {\displaystyle (\Omega ,{\mathcal {F}},\mathbf {P} )} un espace probabilisé, soit {\displaystyle (E_{n},{\mathcal {E}}_{n})_{n\in \mathbf {N} }} une suite d'espaces mesurables. Soit {\displaystyle (X_{n})_{n\in \mathbb {N} }} une suite de variables aléatoires indépendantes avec {\displaystyle X_{n}} à valeurs dans {\displaystyle E_{n}}.
Soit {\displaystyle A} un événement de la tribu asymptotique {\displaystyle {\mathcal {F}}_{\infty }} associée à {\displaystyle (X_{n})_{n\in \mathbf {N} }}. Alors
{\displaystyle \mathbf {P} (A)\in \{0,1\}}.

## Exemples
On suppose que les {\displaystyle X_{n}} sont des variables aléatoires à valeurs dans un espace de Banach {\displaystyle E} muni d'une tribu incluant les ouverts (et donc la tribu borélienne).
- L'événement {\displaystyle A}: « la suite {\displaystyle (X_{n})_{n\in \mathbf {N} }} converge » est un événement queue. En effet, d’après le critère de Cauchy, {\displaystyle A=\{\forall \varepsilon >0\exists k\in \mathbf {N} ,\forall p,q\geq k,\|X_{p}-X_{q}\|\leq \varepsilon \}}, donc quitte à prendre une suite {\displaystyle (\varepsilon _{m})_{m\in \mathbf {N} }} décroissant vers 0 et choisir {\displaystyle k} au-dessus du rang {\displaystyle n} choisi :

{\displaystyle A=\bigcap _{n\in \mathbf {N} }\bigcap _{m\in \mathbf {N} }\bigcup _{k\geq n}\bigcap _{p,q\geq k}\{\|X_{p}-X_{q}\|\leq \varepsilon _{m}\}}
- L'événement {\displaystyle B_{l}}: « la suite {\displaystyle (X_{n})_{n\in \mathbf {N} }} admet {\displaystyle l} comme valeur d'adhérence » est un événement queue.
- L'événement {\displaystyle C}: « la série {\displaystyle \sum _{k=1}^{\infty }X_{k}} converge » est un événement queue. Comme indiqué ci-dessous, la valeur de la somme de la série le cas échéant n'est en revanche généralement pas {\displaystyle {\mathcal {F}}_{\infty }}-mesurable.
- Si {\displaystyle E=\mathbf {R} }, {\displaystyle \limsup _{n\to \infty }X_{n}} et {\displaystyle \liminf _{n\to \infty }X_{n}} sont {\displaystyle {\mathcal {F}}_{\infty }}-mesurables.
- Soit {\displaystyle N\in \mathbf {N} ^{*}} et {\displaystyle (a_{1},a_{2},\ldots ,a_{N})\in E^{N}}, l'événement {\displaystyle D}: « il existe une infinité d'entiers {\displaystyle n\in \mathbf {N} } tels que {\displaystyle (X_{n+1},X_{n+2},\ldots ,X_{n+N})=(a_{1},a_{2},\ldots ,a_{N})} » est un événement queue. Si les {\displaystyle X_{n}} sont indépendants et identiquement distribués et {\displaystyle \mathbf {P} (X_{1}=a_{i})>0} pour {\displaystyle i=1,2,\ldots ,n}, cet événement est presque certain, fait connu sous le nom de paradoxe du singe savant.

D’après la loi du zéro-un de Kolmogorov, si les {\displaystyle X_{n}} sont indépendants, ces événements sont donc soit presque sûrs, soit au contraire négligeables et les fonctions {\displaystyle {\mathcal {F}}_{\infty }}-mesurables à valeur réelle sont constantes presque partout.
Au contraire, si {\displaystyle E=\mathbf {R} }, l’événement {\displaystyle \sum _{k=1}^{\infty }X_{k}>1} n'est pas un événement queue dans le cas général, puisqu’il n’est généralement pas indépendant de la valeur de {\displaystyle X_{1}}.